# Holiday Inn (película)
Holiday Inn es una película musical del año 1942 dirigida por Mark Sandrich y protagonizada por Bing Crosby y Fred Astaire, con música de Irving Berlin, que compuso doce canciones para el filme, la más conocida de ella, White Christmas, canción por la película obtuvo el premio Óscar a la mejor canción original de dicho año, y fue nominada a mejor banda sonora y mejor historia original.

## Argumento
Jim Hardy trabaja en un club realizando un exitoso espectáculo con sus compañeros Ted Hanover, su gran amigo, y Lila Dixon, su prometida.
En la Nochebuena, Jim y Lila van a realizar el último show de su carrera antes de viajar a Connecticut para casarse y establecerse en una granja. Sin embargo, Lila mantiene un romance con Ted, a quien dice amar, y esa misma noche ambos le revelan a Jim la verdad, aprovechando que Danny Reed, mánager, les ofrece iniciar una gira solo a ellos dos. 
Jim, entonces, opta por marcharse a la granja para vivir una vida de descanso y libertad. Sin embargo, la vida de campo le resulta más pesada de lo que hubiese imaginado y, un año después, regresa a Nueva York para presenciar el espectáculo de Ted y Lila (ahora prometidos). Allí les comunica que, luego de vivir un año de arduo trabajo, decide abrir un teatro en Connecticut en el que se realicen espectáculos solo los días festivos del año, al cual llama Holiday Inn, y le pide a Danny que si conoce a artistas que busquen trabajar, los envíe con él.
En una floristería a la que Danny acude para efectuar un regalo trabaja Linda Mason, bailarina que ha tenido que laborar como vendedora, y reconoce de inmediato al famoso mánager, a quien no duda en pedirle una oportunidad. Este la envía a Holiday Inn. Al llegar, Linda se encuentra con Jim (a quien ya había visto en el espectáculo de Ted y Llia), y comienzan a preparar las presentaciones, tiempo en el que surge entre ellos un enamoramiento.
Poco tiempo después, Lila deja a Ted para casarse con un texano millonario, y este, despechado, decide viajar a Connecticut y llega a Holiday Inn totalmente ebrio, aunque logra bailar con Linda, causando una gran impresión en el público.
Danny, temeroso porque sus dos estrellas han escapado, va a Holiday Inn detrás de Ted, y se sorprende al escuchar el gran espectáculo que se llevó a cabo, razón por la que desde el día siguiente, él y Ted deciden buscar a aquella bailarina para unirla a sus shows, ya que Danny no la vio sino de espaldas, y Ted no la recuerda por su borrachera.
Jim, viendo que Danny y Ted podrían apartarlo de la mujer que ama, decide ocultar que la conoce, pero tiempo después Danny y Ted la identifican. Ted no solo le propone unirse a su grupo sino también dejar a Jim y casarse con él. Linda lo rechaza, pero Ted insiste, y planea con Danny llevar a unos productores de Hollywood para ofrecerle un contrato que no podrá rechazar.
Jim se entera y le paga a Gus, un empleado, para que la noche del espectáculo no lleve a Linda a Holiday Inn, y así los productores no la vean; y además llama a Lila (de quien se ha enterado dejo al millonario texano a causa de sus deudas) para que viaje a Connecticut, puesto que allí se encuentra Ted.
No obstante, en el camino Linda se topa con Lila, y se entera de toda la verdad.
De regreso a Holiday Inn, Linda le recrimina a Jim sus decisiones egoístas para con ella, y decide firmar el contrato para una película. Jim, de nuevo derrotado, acepta escribir las canciones, pero dice que se quedará en Holiday Inn.
En el día de acción de gracias, Jim cena solo, puesto que desde el incidente con Linda decidió cerrar Holiday Inn, pero Mammie, su ama de llaves, lo anima a ir a buscar a Linda, a decirle cuánto la ama y a recuperarla.
Para la Nochebuena, Linda se encuentra filmando el final de la película. Jim llega a los estudios y es encerrado por Ted y Danny para que no se encuentre con ella, pero logra escapar y los deja encerrados a ellos, pudiendo acudir al estudio. Allí, Linda (quien ahora está a punto de casarse con Ted y viajar con él) inicia la grabación visiblemente triste, pero durante la canción White Christmas, Jim comienza a cantar con ella. Linda se emociona y acude a sus brazos.
Danny y Ted llegan al estudio tras haber escapado por una ventana, pero ya es demasiado tarde para ellos.
En la celebración de año nuevo todos están de vuelta en Holiday Inn para el show: Danny supervisando el espectáculo; Ted aceptando su derrota y dándole otra oportunidad a Lila; y Linda y Jim iniciando formalmente su compromiso y profesándose su amor durante el baile.